# Соколова-Пономарёва, Ольга Дмитриевна
Ольга Дмитриевна Соколова-Пономарёва (урождённая Эрастова; 1888—1966) — советский педиатр; учёный, педагог и организатор здравоохранения, академик Академии медицинских наук СССР. Первая женщина РСФСР, получившая звание профессора педиатрии.

## Биография
Родилась по разным данным 26 марта (7 апреля), 19 апреля[по какому календарю?] или 20 апреля[по какому календарю?] 1888 года в Томске, в доме попечителя Томского университета В. М. Флоринского, у которого её мать работала кухаркой. Отец — Дмитрий Эрастов из бедных крестьян, ко времени рождения Ольги работал на строительстве университета. Известно также, что он работал сторожем в гимназии и сумел добиться обучения дочери за казённый счёт. В 14 лет осталась сиротой и вынуждена была самостоятельно зарабатывать на жизнь. Училась в Томской Мариинской гимназии. Известен эпизод её исключения за участие в революционных митингах в 1905 году, тем не менее, в следующем году она окончила гимназию с отличием.
В 1906 году поступила на медицинский факультет Томского университета, окончила его с отличием в 1913 году. Впоследствии придавала большое значение занятиям под руководством ведущего терапевта факультета профессора М. Г. Курлова. Год отработала ординатором детской факультетской клиники университета под руководством С. М. Тимашева. С 1914 года работала детским врачом в лечебных учреждениях Томской железной дороги: до 1916 года участковым врачом, затем до 1917 года заведующей участком на станции Томск-II. В 1917 году защитила диссертацию на степень доктора медицины «Материалы к определению границ здорового детского сердца путем ортодиаграфии в вертикальном положении тела». В том же году стала заведующей детской инфекционной больницей при станции, где работала до 1922 года.
С 1922 года ассистент детской клиники Омского медицинского института, с 1923 года преподаватель, с 1924 года — приват-доцент и заведующая (до 1954 года) кафедры детских болезней. С 1931 года профессор, декан педиатрического факультета с 1931 или 1932 по 1936 год. Кафедра детских болезней и педиатрический факультет Омского мединститута (первый в восточной части СССР) были организованы при её непосредственном участии. Одновременно с 1923 по 1937 год заведующая клиникой детских болезней № 1. В 1926 году организовала при клинике детскую консультацию, а в следующем году — первую в Омске молочную кухню. Доктор медицинских наук с 1936 года. С 1937 года по 1 сентября 1939 года заведующая клиникой детских болезней № 2.
Член ВКП(б) с 1942 года. Член Учёного совета Минздрава РСФСР с 1944 или 1956 года. Член-корреспондент АМН СССР с 1946 года. Организатор и с 1940 до 1954 года председатель Омского филиала Всероссийского общества детских врачей. С 1941 года председатель Совета лечпрофпомощи детям Омского облздравотдела.
Активный общественный деятель. С 1939 по 1947 год районного Совета, с 1949 по 1954 год — Омского городского и областного Советов. Член пленумов Омского горкома и обкома (с 1953 года) КПСС. Депутат Верховного Совета СССР 2-го (доизбрана 27 ноября 1949 года) и 3-го созывов.
С 1954 по 1961 год — директор Института педиатрии АМН СССР, одновременно заведующая клиникой детского возраста этого института (до 1956 года) и член Высшей аттестационной комиссии СССР (до 1960 года). С 1955 года член Совета лечпрофпомощи детям Министерств здравоохранения РСФСР и СССР. С 1956 по 1962 год — главный педиатр Минздрава СССР. С 1958 или 1960 года действительный член АМН СССР. С 1961 года заведующая, затем консультант 1-й клиники старшего детского возраста Института педиатрии. До конца жизни была консультантом ревматологического отделения Института педиатрии.
Была членом правления Всесоюзного и Всероссийского обществ детских врачей. Принимала активное участие во всероссийских, всесоюзных и международных съездах и конгрессах педиатров. Выступала с докладами в Нью-Йорке, Токио, Женеве, Праге, а также в Канаде, Турции и Индии.
Умерла скоропостижно 28 марта 1966 года в Москве, похоронена на Введенском кладбище.

## Семья
Первый муж с 1911 года — Иван Васильевич Соколов, старший инженер Томской железной дороги (ум. 1914).
Второй муж не позже чем с 1922 года — Алексей Фёдорович Пономарёв (1885—1933), профессор хирургии.
- Сын, умер около 1933 года в возрасте 15 лет[28].
- Сын и внук (по состоянию на 1963 год)[29].

## Научное наследие
Автор более 100 научных работ в области физиологии и патологии детей, в том числе 4 монографий, 2 руководств для практических врачей и руководства по детской кардиологии. Работала в области краевой патологии, её монографии «Бруцеллез у детей», «Эндемический зоб у детей» считаются первыми в мире книгами по этим темам. Также занималась вопросами переливания крови и ревматизма у детей. Редактор редотдела «Педиатрия» 2-го издания «Большой медицинской энциклопедии». Научный руководитель 10 докторских (по другим данным, 15 только за время работы в Москве) и более 40 кандидатских диссертаций. С 1950 по 1966 год член редколлегии журнала «Педиатрия». С 1957 по 1966 год член редколлегии журнала «Вопросы охраны материнства и детства».

### Избранные сочинения
- Материалы к определению границ здорового детского сердца путем ортодиаграфии в вертикальном положении тела. — Томск, 1917.
- Соколова-Пономарева О. Д. Эндемический зоб у детей в Ойротии. (Горный Алтай) / Под ред. Р. М. Ахрем-Ахремовича. — Омск: Омгиз, 1944. — 104 с.
- Соколова-Пономарева О. Д. Бруцеллез у детей. — М.: Медгиз, 1946. — 147 с.
- Соколова-Пономарева О. Д., Рысева Е. С. Переливание крови в педиатрии. — М.: Изд-во АМН СССР, 1952. — 208 с.
- Соколова-Пономарева О. Д. Бруцеллез у детей. — 2-е изд., перераб. и доп. — М.: Медгиз, 1955. — 231 с.
- Соколова-Пономарева О. Д., Бисярина В. П. Практическое руководство по фармакотерапии для детского врача. — М.: Изд-во АМН СССР, 1952. — 260 с. (справочник пере)
- Соколова-Пономарева О. Д. Ревматизм у детей. — М.: Медицина, 1965. — 291 с.[12]

## Награды
- Значок «Отличнику здравоохранения» (1939[10] или 1941).
- Орден «Знак Почёта» (1944).
- Орден Трудового Красного Знамени (1945).
- Медали, в том числе: «За доблестный труд в Великой Отечественной войне» (1945)[14].
- Почётный член Международной ассоциации педиатров, Чехословацкого научно-медицинского общества имени Я. Пуркинье (с 1959 года), Болгарского общества детских врачей (с 1960 года)[32].

### Дополнительные
- Соколова-Пономарева Ольга Дмитриевна. Медицинский некрополь. Данилов Евгений (7 мая 2012). Дата обращения: 31 августа 2023.